# بلومینگدل (کنتاکی)
بلومینگدل (به انگلیسی: Bloomingdale) یک منطقهٔ مسکونی در ایالات متحده آمریکا است که در شهرستان کلارک، کنتاکی واقع شده‌است. بلومینگدل ۱۹۲٫۹۴ متر بالاتر از سطح دریا واقع شده‌است.